# Saison 1995-1996 de l'Étendard de Brest
Lors de la Saison 1995-1996 de l'Étendard de Brest le club a terminé 9e du championnat de Pro B.

## Effectifs
- Entraineur : Yves-Marie Verove
- Championnat : Pro B

| Nom               | Matchs joués | Temps jeu | % Tirs | Rebonds | Passes décisives | Points | Moyenne points |
| Eric Mudd         | 29           | 37        | 66,4   | 287     | 11               | 650    | 22,4           |
| Wyking Jones      | 29           | 36        | 55,90  | 184     | 28               | 528    | 18,2           |
| Franck Verove     | 28           | 36        | 46,1   | 100     | 142              | 470    | 16,80          |
| Jérôme Florenson  | 25           | 32        | 49,70  | 41      | 147              | 254    | 10,2           |
| Abdoulaye Badiane | 29           | 25        | 47,7   | 73      | 112              | 216    | 7,4            |
| Lonnie Lewis      | 27           | 27        | 56,90  | 173     | 32               | 194    | 7,2            |
| Steve Jallabert   | 22           | 13        | 34,0   | 30      | 20               | 43     | 2,0            |
| Jérôme Guillemot  | 2            | 1         | 100,00 | 1       | 2                | 2      | 1,0            |
| Patrice Jezequel  | 9            | 3         | 0,0    | 3       | 1                | 0      | 0,0            |